# Аркебек
Аркебек (нім. Arkebek) — громада в Німеччині, розташована в землі Шлезвіг-Гольштейн. Входить до складу району Дітмаршен. Складова частина об'єднання громад Міттельдітмаршен.
Площа — 6,92 км2. Населення становить 221 ос. (станом на 31 грудня 2020).